# Tom et Jerry dans l'espace
Pour plus de détails, voir Fiche technique et Distribution.
Tom et Jerry dans l'espace (Mouse into Space) est le 119e court métrage d'animation de la série américaine Tom et Jerry réalisé par Gene Deitch et sorti le 13 avril 1962.